# Lijst van premiers van Brazilië
Hieronder de lijst van premiers van Brazilië (Portugees: Presidente do Conselho de Ministros) tijdens de periode van het Keizerrijk Brazilië (1847-1889) en tijdens een korte periode (1961-1963) van de Republiek Brazilië.

## Premiers van Brazilië (1847-1899) (1961-1963)

### Keizerrijk (1847-1889)
| Nr.        | Premier    | Premier                                                                        | Ambtsperiode                        | Partij              | Partij     |            |
| Keizerrijk | Keizerrijk | Keizerrijk                                                                     | Keizerrijk                          | Keizerrijk          | Keizerrijk | Keizerrijk |
| ---------- | ---------- | ------------------------------------------------------------------------------ | ----------------------------------- | ------------------- | ---------- | ---------- |
| 1          |            | Manuel Alves Branco Burggraaf van Caravelas (1797–1855)                        | 20 juli 1847 - 8 maart 1848         | Partido Liberal     |            |            |
| 2          |            | José Carlos Pereira de Almeida Torres Burggraaf van Macaé (1799–1856)          | 8 maart 1848 - 31 mei 1848          | Partido Liberal     |            |            |
| 3          |            | Francisco de Paula Sousa e Melo (1791–1854)                                    | 31 mei 1848 - 29 september 1848     | Partido Liberal     |            |            |
| 4          |            | Pedro de Araújo Lima Burggraaf van Olinda (1793–1870)                          | 29 september 1848 - 8 oktober 1849  | Partido Conservador |            |            |
| 5          |            | José de Costa Carvalho Burggraaf van Monte Alegre (1796–1860)                  | 8 oktober 1849 - 11 mei 1852        | Partido Conservador |            |            |
| 6          |            | Joaquim José Rodrigues Torres Burggraaf van Itaboraí (1802–1872)               | 11 mei 1852 - 6 september 1853      | Partido Conservador |            |            |
| 7          |            | Honório Hermeto Carneiro Leão Markies van Paraná (1801–1856)                   | 6 september 1853 - 3 september 1856 | Partido Conservador |            |            |
| 8          |            | Luís Alves de Lima e Silva Markies de Caxias (1803–1880)                       | 3 september 1856 - 4 mei 1857       | Partido Conservador |            |            |
| 9          |            | Pedro de Araújo Lima Markies van Olinda (1793–1870)                            | 4 mei 1857 - 12 december 1858       | Partido Conservador |            |            |
| 10         |            | António Paulino Limpo de Abreu Burggraaf van Abaeté (1798–1883)                | 12 december 1858 - 10 augustus 1859 | Partido Liberal     |            |            |
| 11         |            | Ângelo Muniz da Silva Ferraz Baron van Uruguaiana (1812–1867)                  | 10 augustus 1859 - 2 maart 1861     | Partido Conservador |            |            |
| 12         |            | Luís Alves de Lima e Silva Markies van Caxias (1803–1880)                      | 2 maart 1861 - 24 mei 1862          | Partido Conservador |            |            |
| 13         |            | Zacarias de Góis (1815–1877)                                                   | 24 t/m 30 mei 1862                  | Liga Progressista   |            |            |
| 14         |            | Pedro de Araújo Lima Burggraaf van Olinda (1793–1870)                          | 30 mei 1862 - 15 januari 1864       | Liga Progressista   |            |            |
| 15         |            | Zacarias de Góis (1815–1877)                                                   | 15 januari 1864 - 31 augustus 1864  | Liga Progressista   |            |            |
| 16         |            | Francisco José Furtado (1818–1870)                                             | 31 augustus 1864 - 12 mei 1865      | Partido Liberal     |            |            |
| 17         |            | Pedro de Araújo Lima Markies van Olinda (1793–1870)                            | 12 mei 1865 - 3 augustus 1866       | Partido Liberal     |            |            |
| 18         |            | Zacarias de Góis (1815–1877)                                                   | 3 augustus 1866 - 16 juli 1868      | Partido Liberal     |            |            |
| 19         |            | Joaquim José Rodrigues Torres Burggraaf van Itaboraí (1802–1872)               | 16 juli 1868 - 29 september 1870    | Partido Conservador |            |            |
| 20         |            | José Antônio Pimenta Bueno Burggraaf van São Vicente (1803–1878)               | 29 september 1870 - 7 maart 1871    | Partido Conservador |            |            |
| 21         |            | José Maria da Silva Paranhos Burggraaf van Rio Branco (1819–1880)              | 7 maart 1871 - 25 juni 1875         | Partido Conservador |            |            |
| 22         |            | Luís Alves de Lima e Silva Hertog van Caxias (1803–1880)                       | 25 juni 1875 - 5 januari 1878       | Partido Conservador |            |            |
| 23         |            | João Lins Vieira Cansanção de Sinimbu Burggraaf van Sinimbu (1810–1906)        | 5 januari 1878 - 28 maart 1880      | Partido Liberal     |            |            |
| 24         |            | José Antônio Saraiva (1823–1895)                                               | 28 maart 1880 - 21 januari 1882     | Partido Liberal     |            |            |
| 25         |            | Martinho Álvares da Silva Campos (1816–1887)                                   | 21 januari 1882 - 3 juli 1882       | Partido Liberal     |            |            |
| 26         |            | João Lustosa da Cunha Paranaguá Burggraaf en markies van Paranaguá (1821–1912) | 3 juli 1882 - 24 mei 1883           | Partido Liberal     |            |            |
| 27         |            | Lafayette Rodrigues Pereira (1834–1917)                                        | 24 mei 1883 - 6 juni 1884           | Partido Liberal     |            |            |
| 28         |            | Manuel Pinto de Sousa Dantas (1831–1894)                                       | 6 juni 1884 - 6 mei 1885            | Partido Liberal     |            |            |
| 29         |            | José Antônio Saraiva (1823–1895)                                               | 6 mei 1885 - 20 augustus 1885       | Partido Liberal     |            |            |
| 30         |            | João Maurício Wanderley Baron van Cotegipe (1815–1889)                         | 20 augustus 1885 - 10 maart 1888    | Partido Conservador |            |            |
| 31         |            | João Alfredo Correia de Oliveira (1835–1919)                                   | 10 maart 1888 - 7 juni 1889         | Partido Conservador |            |            |
| 32         |            | Afonso Celso de Assis Figueiredo Burggraaf van Ouro Preto (1836–1912)          | 7 juni 1889 - 15 november 1889      | Partido Liberal     |            |            |

### Republiek (1961-1963)
| Nr.       | Premier   | Premier                                 | Ambtsperiode                        | Partij                        | Partij    |           |
| Republiek | Republiek | Republiek                               | Republiek                           | Republiek                     | Republiek | Republiek |
| --------- | --------- | --------------------------------------- | ----------------------------------- | ----------------------------- | --------- | --------- |
| 1         |           | Tancredo Neves (1910–1985)              | 8 september 1961 - 12 juli 1962     | Partido Social Democrático    |           |           |
| 2         |           | Francisco Brochado da Rocha (1910–1962) | 12 juli 1962 - 18 september 1962    | Partido Social Democrático    |           |           |
| 3         |           | Hermes Lima (1902–1978)                 | 18 september 1962 - 23 januari 1963 | Partido Socialista Brasileiro |           |           |